# Wild Arms 4
Wild Arms 4, conosciuto in Giappone come Wild Arms the 4th Detonator (ワイルドアームズ ザ フォースデトネイター?, Wairudo Āmuzu Za Fōsu Detoneitā), ed anche conosciuto come Wild Arms Another Code: F, dato che è stato sviluppato in contemporanea con Wild Arms Alter Code: F, è un videogioco di ruolo sviluppato dalla Media.Vision. È il quarto capitolo nella saga iniziata con Wild Arms, ed è il primo ad abbandonare lo scenario western che aveva caratterizzato i precedenti capitoli, per adottare un'ambientazione più moderna.